# La habitación en forma de L

La habitación en forma de L es una película de 1962 dirigida por Bryan Forbes, que cuenta la historia de una joven francesa, soltera y embarazada que huye a Londres para intentar abortar. La película está inspirada en la novela de Lynne Reid Banks. Este papel permitió a Leslie Caron optar al Oscar a la mejor actriz en 1962.